# Intel Turbo Memory
Intel Turbo Memory（代號 Robson flash memory、亦稱為Robson快取）是一個由中央處理器生產商英特爾於2005年10月17日在台灣的英特爾開發者論壇（IDF）上進行介紹的技術，其中展示了一台幾乎可立即啓動的筆記型電腦。Robson快閃記憶體使用了NAND快閃記憶體來減少電腦開機、存取程式與將資料寫入硬盤的時間，用於筆記型電腦亦可改善電池壽命。與其他固態記憶體不同，快閃記憶體在電腦關閉後仍會保留資料。
筆記型電腦的大部份能量消耗來自處理器、液晶顯示器與硬盤。英特爾的Robson快取技術意圖以移動經常存取的資料（如操作系統與最常用的程式）到快閃記憶體來減低硬盤的使用率，由於快閃記憶體比硬盤有更好反應及更低的電力需求，這個技術將令筆記型電腦在未來會更快速及有更高的能源效率。
Robson利用在微軟的Windows Vista中的新功能ReadyBoost（一個基於外部記憶體裝置的解決方案）與ReadyDrive（一個硬碟快取解決方案）來讀取與寫入快取資料。Robson的主要對手為用於ReadyDrive的混合型硬碟與用於ReadyBoost的USB隨身碟。
英特爾已宣佈Santa Rosa平臺與Crestline晶片組將支援英特爾NAND技術，這個平台預定於2007年上半年發售，支援英特爾的Merom筆記型電腦處理器。
電子時報於2006年1月5日報道蘋果公司可能會發行一款採用Robson快取的筆記型電腦，儘管這個報道被許多其他的蘋果公司新聞網站引用，蘋果公司尚未證實此事。蘋果公司現已淘汰使用1英吋硬盤的iPod mini，取代為使用2、4 或8 GB隨身碟的iPod nano。網站MacRumors.com注意到電子時報在預測有關蘋果公司未來技術方面一向不是可靠的消息來源。
一些人將Robson快取技術視為是現在大容量硬碟與未來大容量隨身碟之間的過渡，這個變革的唯一阻礙就是尋找較低價的快閃記憶體以及快閃記憶體較短的平均壽命。事實上大部份快閃記憶體會耗損，現今的單階儲存記憶體會在100,000次讀／寫週期後失效，遠度低於現在的硬碟且容易產生的壞軌／壞磁區。如果這類記憶體用作快取，將必須使用錯誤修正與平均讀寫演算法來延長記憶體的壽命以超出該筆記型電腦的壽命。但NAND快閃記憶體可持續約1,000,000個週期。
為了加速Turbo Memory技術的普及，Intel推出了Turbo Memory with User Pinning。User Pinning是一個軟體，可以讓用戶自行選擇要加速的程式，並將有關檔案放進快閃記憶體中。